# 夸克黑文公園 (印地安納州)
夸克黑文公園（英語：Quaker Haven Park）是位於美國印地安納州科西阿斯科縣的一個非建制地區。該地的面積和人口皆未知。